# SEAT Toledo
Seat Toledo — автомобілі середнього класу, що виробляються компанією SEAT з 1991 року і прийшли на заміну SEAT Malaga.

## Перше покоління (Typ1L; 1991—1999)

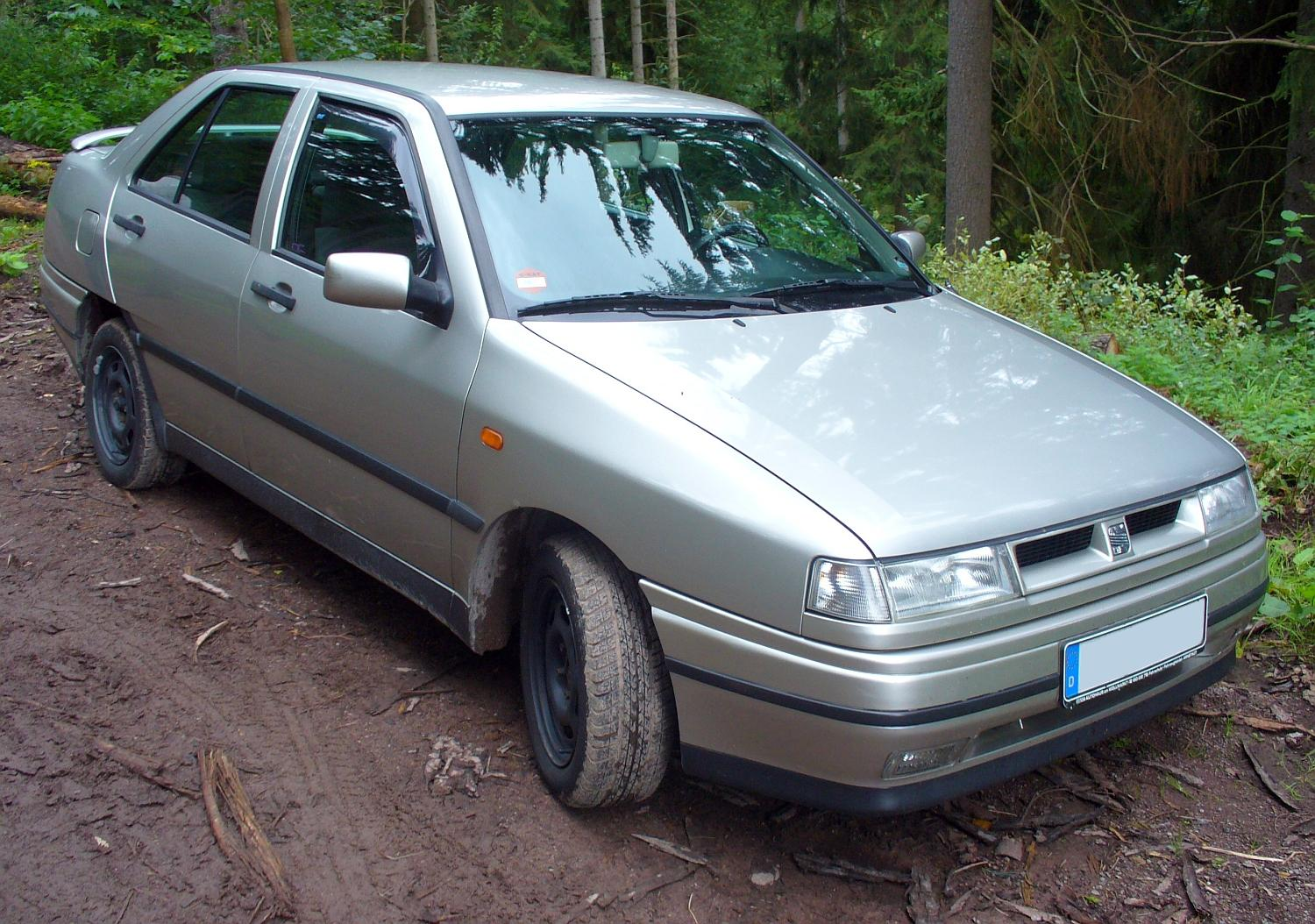
Seat Toledo I (1991—1995)

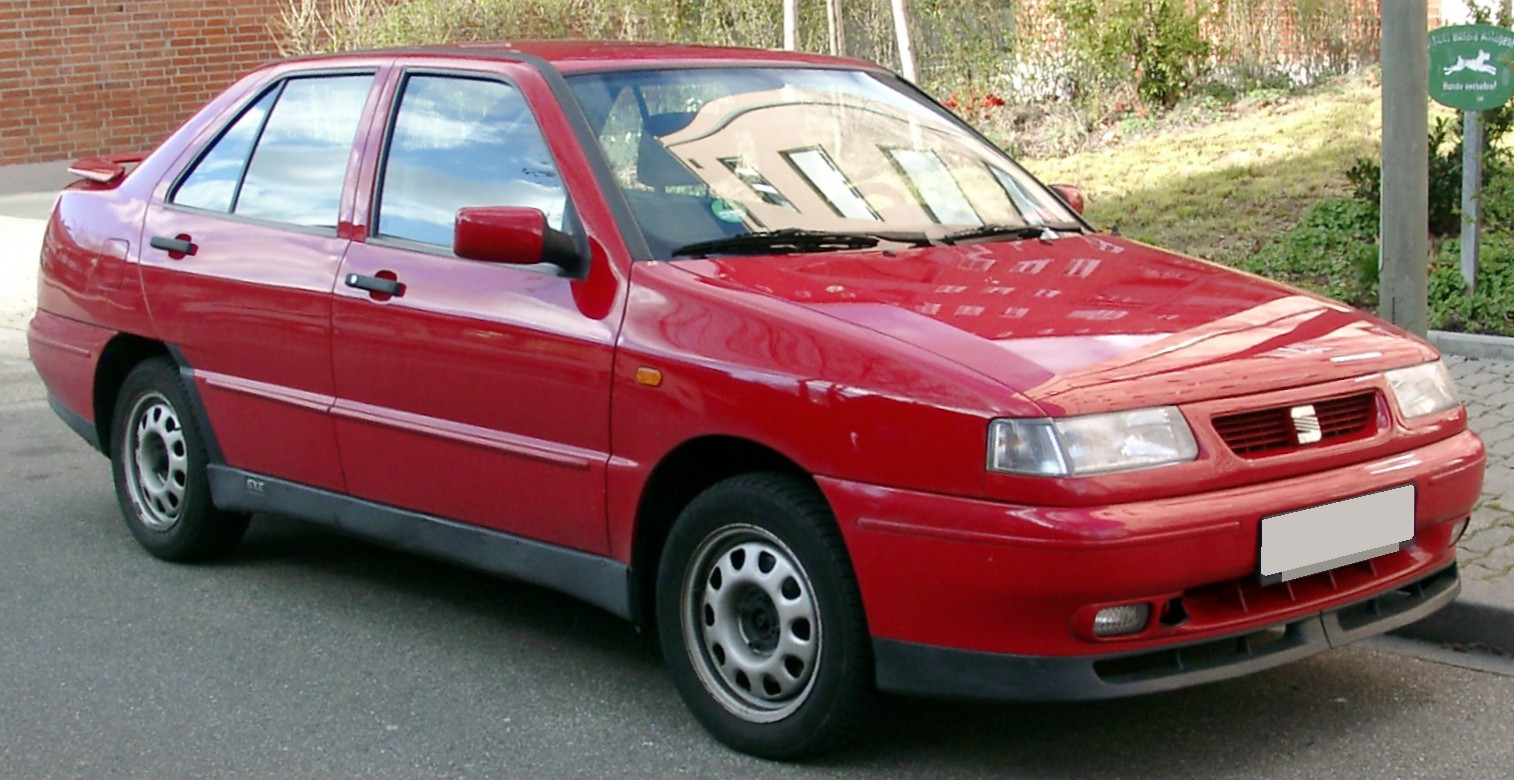
Seat Toledo I (1995—1999)

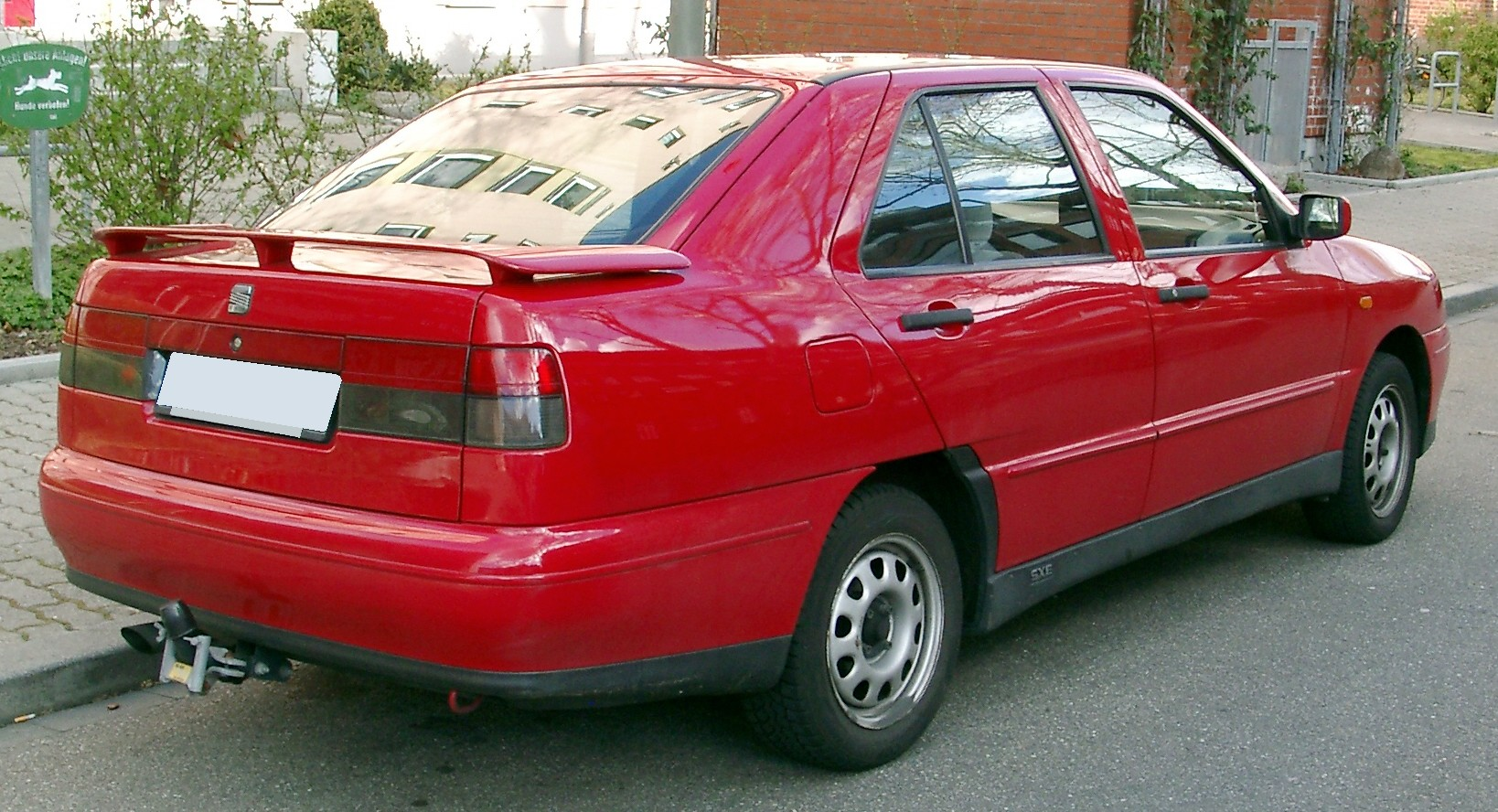
Вигляд ззаду

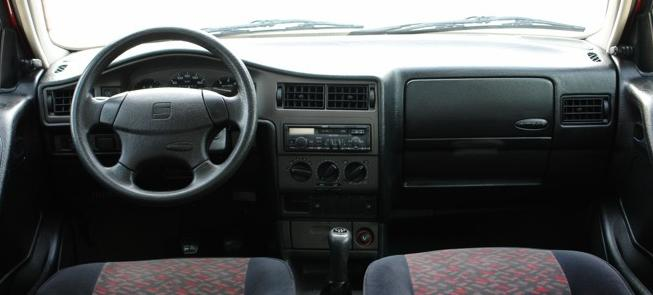
Салон

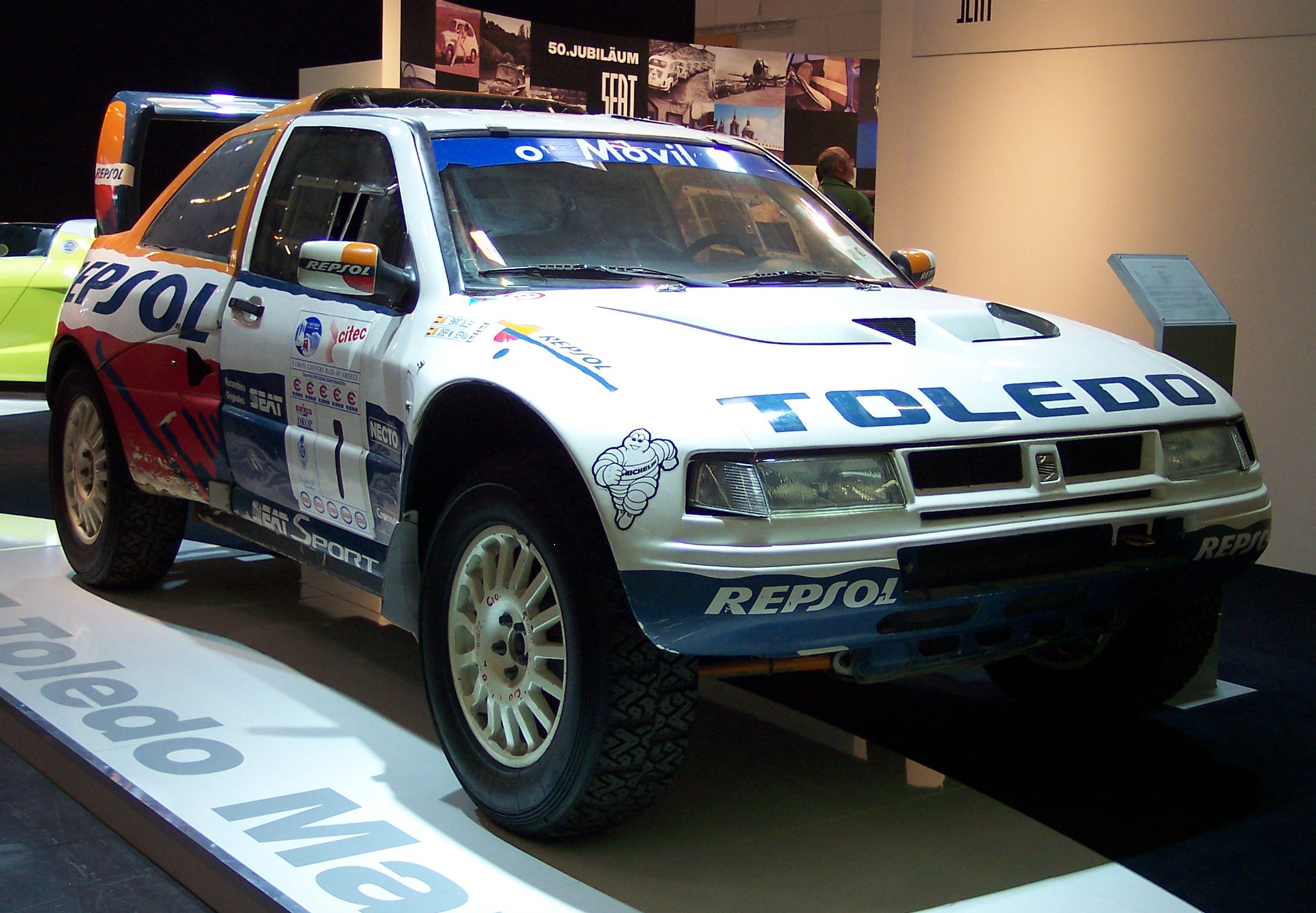
Seat Toledo Marathon

Після поглинання компанією Volkswagen AG на початку 1980-х років, компанія SEAT в 1991 році представила модель Толедо (заводський індекс 1L), як седан нижнього середнього класу. Це був автомобіль завдовжки 4,33 м, з великими задніми дверима і 550-літровим багажником, який мав замінити Сеат Малагу.
Перше покоління Толедо розроблено спільно з VW з використанням агрегатів VW Golf II і III (2,0 GTi двигун 2Е).
Восени 1995 року модель Толедо модернізовано без зміни індексу 1L. Лінійка силових агрегатів складалася з двигунів від 1,6 л 72 к.с. до 2,0 л 16V 150 к.с. Повний спектр двигунів і шасі отриманий з VW Golf.
Після того, як перше покоління Toledo зняли з конвеєра, виробничу лінію продали в Китай навесні 1999 року компанії Chery, де та налагодила виробництво моделей Chery Fulwin та Chery Amulet.

### Двигуни
| Модель    | Тип двигуна | Об'єм см³ | Клапани   | Потужність кВт (к.с.) при об/хв | Крутний момент Нм при об/хв | Код двигуна | Vмакс км/год | Роки випуску |
| Бензинові | Бензинові   | Бензинові | Бензинові | Бензинові                       | Бензинові                   | Бензинові   | Бензинові    | Бензинові    |
| --------- | ----------- | --------- | --------- | ------------------------------- | --------------------------- | ----------- | ------------ | ------------ |
| 1.6       | Карбюратор  | 1595      | 8         | 55 (75) / 5200                  | 132 / 2600                  | EZ / ABN    | 170          | 1991         |
| 1.6       | SPFI        | 1595      | 8         | 53 (72) / 5200                  | 124 / 2750                  | 1F          | 170          | 1991–1994    |
| 1.6       | SPFI        | 1595      | 8         | 55 (75) / 5500                  | 125 / 2600                  | 1F          | 170          | 1993–1999    |
| 1.6       | MPFI        | 1595      | 8         | 74 (100) / 5800                 | 140 / 3500                  | AFT         | 188          | 1996–1999    |
| 1.8       | SPFI        | 1781      | 8         | 66 (90) / 5250                  | 142 / 3000                  | RP          | 182          | 1991–1994    |
| 1.8       | SPFI        | 1781      | 8         | 66 (90) / 5500                  | 145 / 2700—2900             | ABS / ADZ   | 182          | 1994–1999    |
| 1.8       | MPFI        | 1781      | 16        | 94 (128) / 6000                 | 160 / 4500                  | PL          | 202          | 1991–1995    |
| 1.8       | MPFI        | 1781      | 16        | 98 (133) / 6100                 | 160 / 4500–5500             | KR          | 208          | 1991–1999    |
| 2.0       | MPFI        | 1984      | 8         | 85 (115) / 5400                 | 166 / 3200                  | 2E          | 196          | 1991–1995    |
| 2.0       | MPFI        | 1984      | 8         | 85 (115) / 5400                 | 166 / 2600                  | AGG         | 196          | 1995–1999    |
| 2.0       | MPFI        | 1984      | 16        | 110 (150) / 6000                | 180 / 4200–5000             | ABF         | 212          | 1995–1999    |

| Модель   | Тип двигуна | Об'єм см³ | Клапани  | Потужність кВт (к.с.) при об/хв | Крутний момент Нм при об/хв | Код двигуна | Vмакс км/год | Роки випуску |
| Дизельні | Дизельні    | Дизельні  | Дизельні | Дизельні                        | Дизельні                    | Дизельні    | Дизельні     | Дизельні     |
| -------- | ----------- | --------- | -------- | ------------------------------- | --------------------------- | ----------- | ------------ | ------------ |
| 1.9 D    | Дизель      | 1896      | 8        | 47 (64) / 4400                  | 124 / 2000–3000             | 1Y          | 165          | 1995–1996    |
| 1.9 D    | Дизель      | 1896      | 8        | 50 (68) / 4400                  | 127 / 2200—2600             | 1Y          | 165          | 1991–1995    |
| 1.9 SDI  | SDI VEP     | 1896      | 8        | 47 (64) / 4200                  | 125 / 2200—2800             | AEY         | 165          | 1995–1999    |
| 1.9 TD   | Турбодизель | 1896      | 8        | 55 (75) / 4200                  | 150 / 2400–3400             | AAZ         | 171          | 1991–1996    |
| 1.9 TDI  | TDI VEP     | 1896      | 8        | 66 (90) / 4000                  | 202 / 1900                  | 1Z          | 184          | 1995–1996    |
| 1.9 TDI  | TDI VEP     | 1896      | 8        | 66 (90) / 4000                  | 210 / 1900                  | AHU         | 184          | 1996–1999    |
| 1.9 TDI  | TDI VEP     | 1896      | 8        | 81 (110) / 4150                 | 235 / 1900                  | AFN         | 194          | 1997–1999    |

## Друге покоління (Typ1M; 1998—2004)

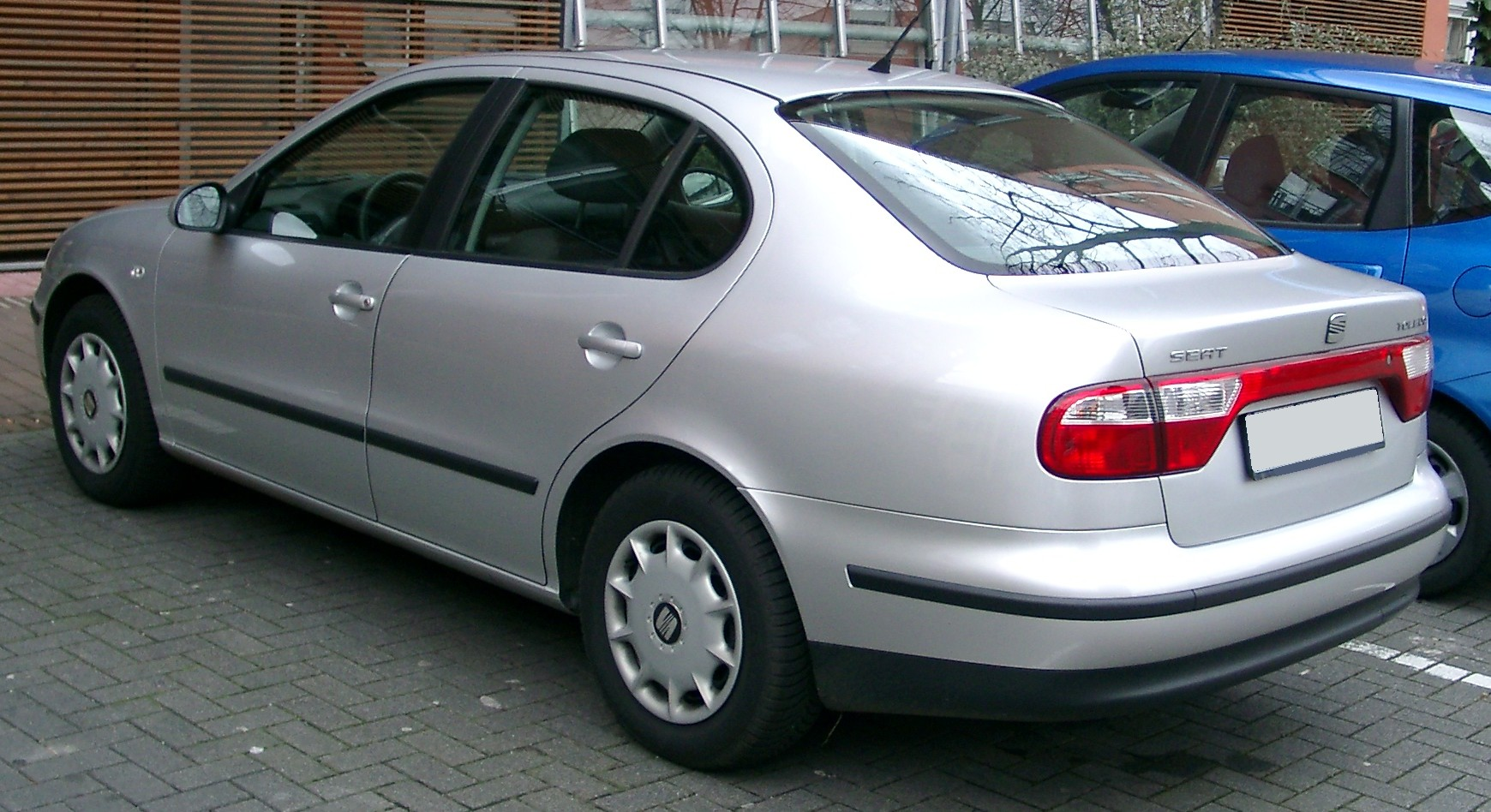
Seat Toledo II

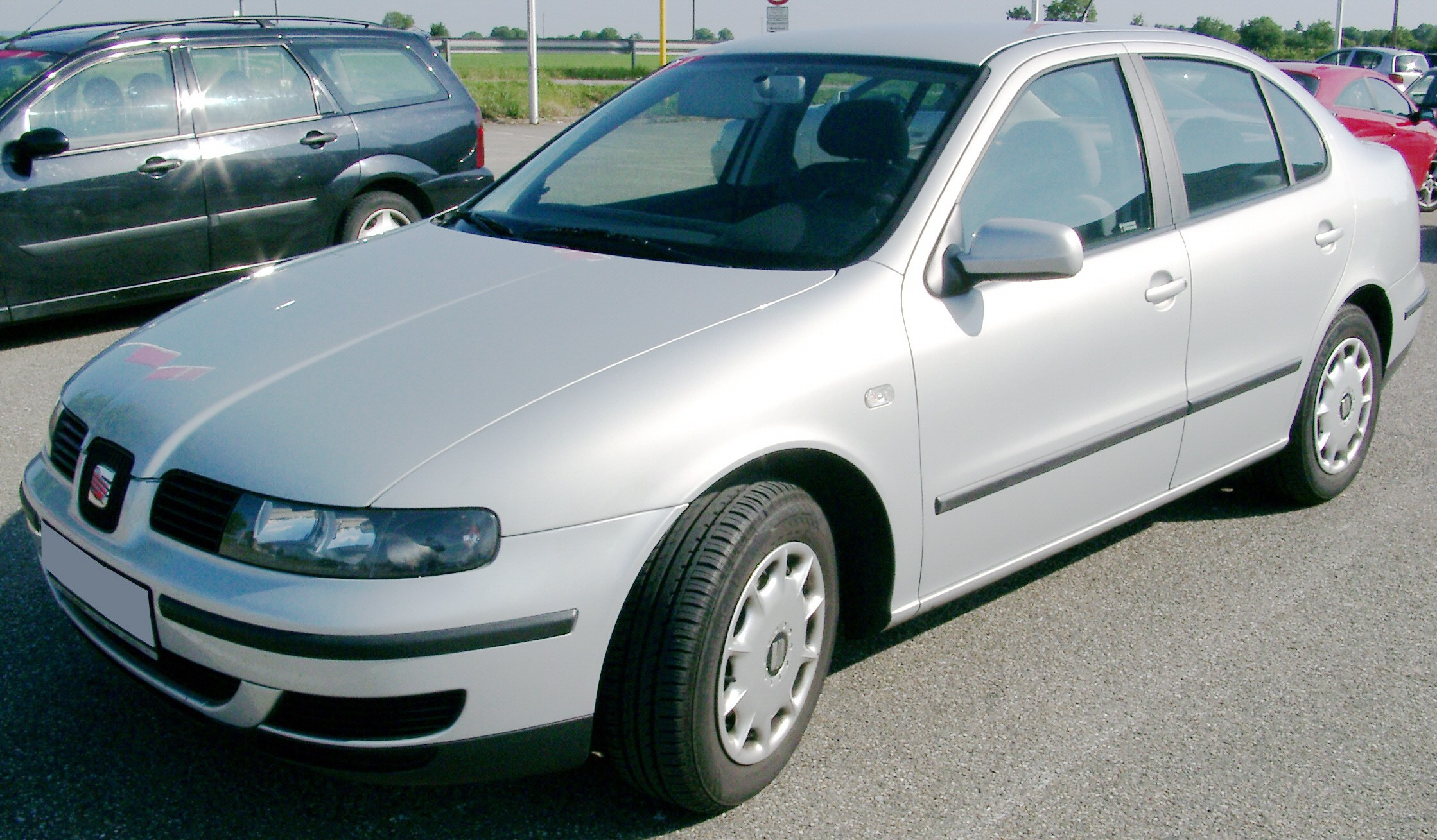
Seat Toledo II

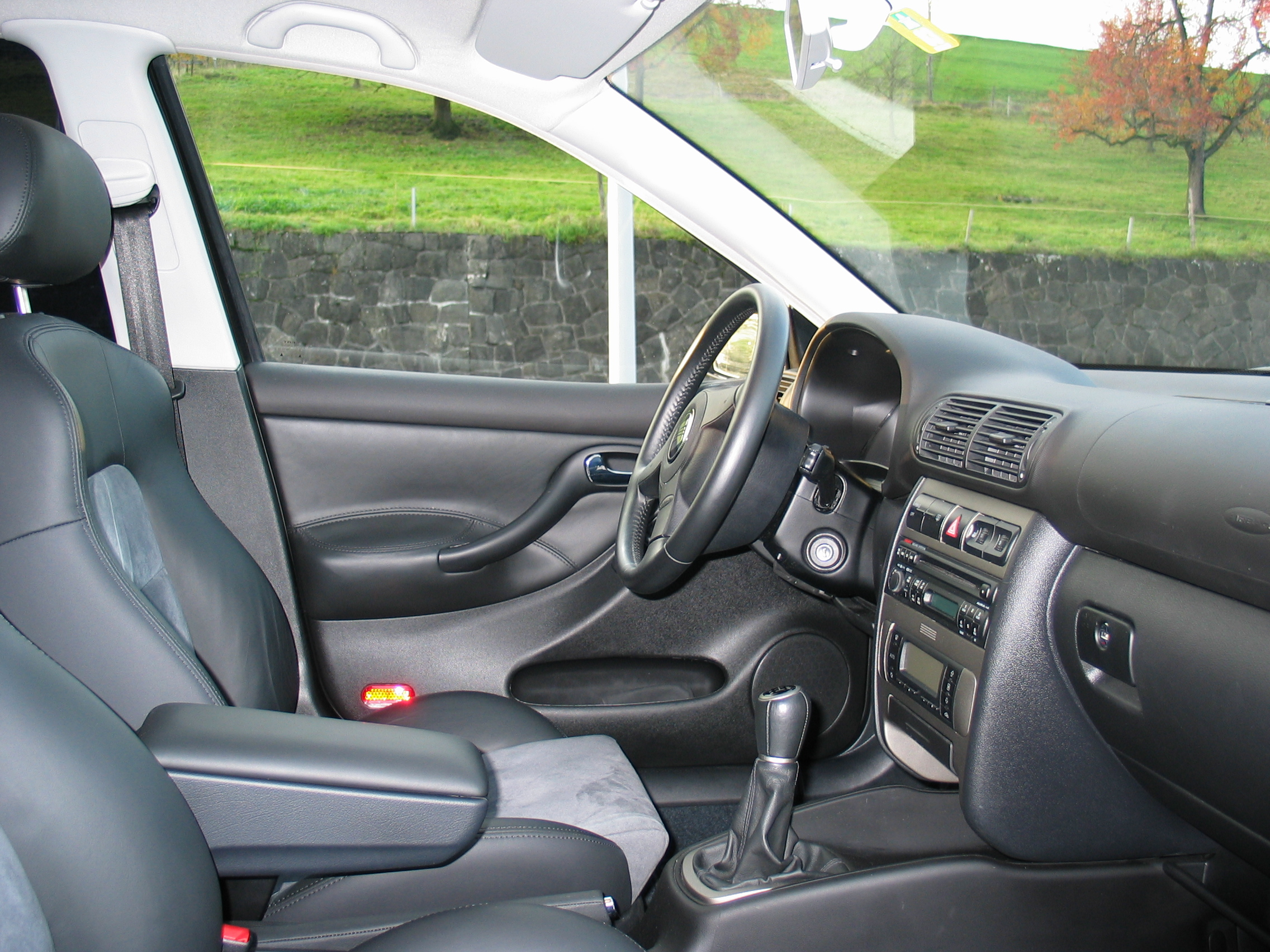
Салон

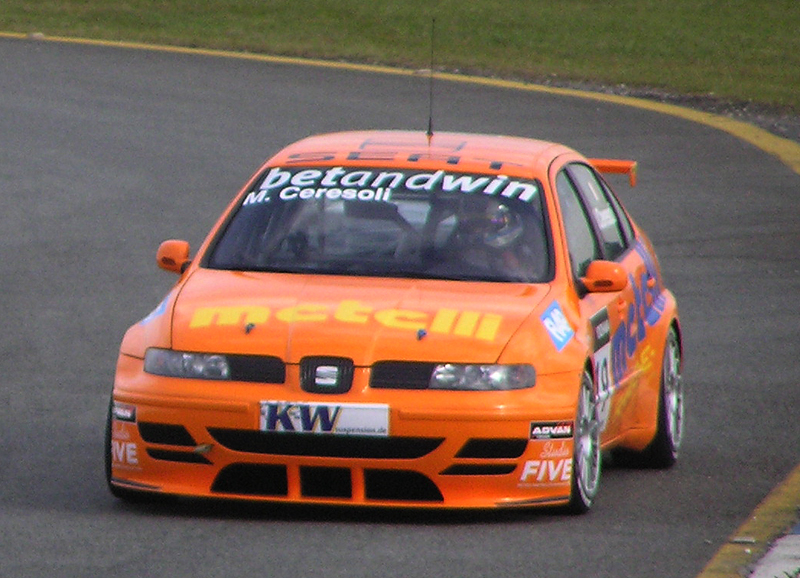
Seat Toledo Cupra GR WTCC 1006

У 1998 році на мотор-шоу в Парижі відбулася презентація другого покоління Толедо. У квітні 1999 року почалося його серійне виробництво. Розробкою зовнішнього вигляду займався італійський дизайнер Джорджетто Джуджаро. Сеат Толедо тепер був класичним седаном з невеликим багажником. Внутрішнє позначення моделі 1М. Моторна лінійка помітно розширилася і містила аж десять модифікацій.
У жовтні 1999 року, з'явився варіант з кузовом хетчбек, що отримав назву León.
Toledo II технічно практично ідентичний з VW Bora, VW Golf, Audi A3 і Škoda Octavia. Інтер'єр Толедо отримав від Audi A3. Об'єм багажника зменшився в порівнянні зі своїм попередником і становив 500 літрів.
На базі другого покоління Toledo побудовані гоночні машини, що брали участь в європейських змаганнях з турінгу, а також в чемпіонаті Англії.

### Двигуни
| Модель                            | Циліндри/ Клапани | Об'єм см³ | Потужність кВт (к.с.) при об/хв | Крутний момент Нм при об/хв | Код двигуна                       | Vмакс км/год | Роки виробництва |
| Бензинові                         | Бензинові         | Бензинові | Бензинові                       | Бензинові                   | Бензинові                         | Бензинові    | Бензинові        |
| --------------------------------- | ----------------- | --------- | ------------------------------- | --------------------------- | --------------------------------- | ------------ | ---------------- |
| 1.4 16V                           | R4/16             | 1390      | 55 (75) / 5000                  | 126 / 3800                  | AHW / AXP / AKQ / APE / AUA / BCA | 170          | 1999–2004        |
| 1.6                               | R4/8              | 1595      | 74 (101) / 5600                 | 145 / 3800                  | AKL / AEH / APF                   | 188 [184*]   | 1999–2000        |
| 1.6 16V                           | R4/16             | 1598      | 77 (105) / 5700                 | 148 / 4500                  | AUS / AZD / ATN / BCB             | 192          | 2000–2004        |
| 1.8 20V                           | R4/20             | 1781      | 92 (125) / 6000                 | 170 / 4200                  | AGN / APG                         | 200 [197*]   | 1999–2003        |
| 1.8 20V T                         | R4/20             | 1781      | 132 (180) / 5500                | 235 / 1950–5000             | AUQ                               | 229          | 2003–2004        |
| 2.3 V5                            | VR5/10            | 2324      | 110 (150) / 6000                | 205 / 3200                  | AGZ                               | 216          | 1999–2000        |
| 2.3 V5                            | VR5/20            | 2324      | 125 (170) / 6200                | 225 / 3300                  | AQN                               | 225          | 2000–2003        |
| *В дужках позначені моделі з АКПП |                   |           |                                 |                             |                                   |              |                  |

| Модель        | Циліндри/ Клапани | Об'єм см³ | Потужність кВт (к.с.) при об/хв | Крутний момент Нм при об/хв | Код двигуна | Vмакс км/год | Роки виробництва |
| Дизельні      | Дизельні          | Дизельні  | Дизельні                        | Дизельні                    | Дизельні    | Дизельні     | Дизельні         |
| ------------- | ----------------- | --------- | ------------------------------- | --------------------------- | ----------- | ------------ | ---------------- |
| 1.9 TDI (VEP) | R4/8              | 1896      | 66 (90) / 4000                  | 210 / 1900                  | AGR / ALH   | 180          | 1999–2003        |
| 1.9 TDI (VEP) | R4/8              | 1896      | 81 (110) / 4150                 | 235 / 1900                  | AHF / ASV   | 193          | 1999–2004        |
| 1.9 TDI (PD)  | R4/8              | 1896      | 96 (130) / 4000                 | 310 / 1900                  | ASZ         | 205          | 2003–2004        |
| 1.9 TDI (PD)  | R4/8              | 1896      | 110 (150) / 4000                | 320 / 1900                  | ARL         | 215          | 2000–2004        |

## Третє покоління (Typ5P; 2004—2009)

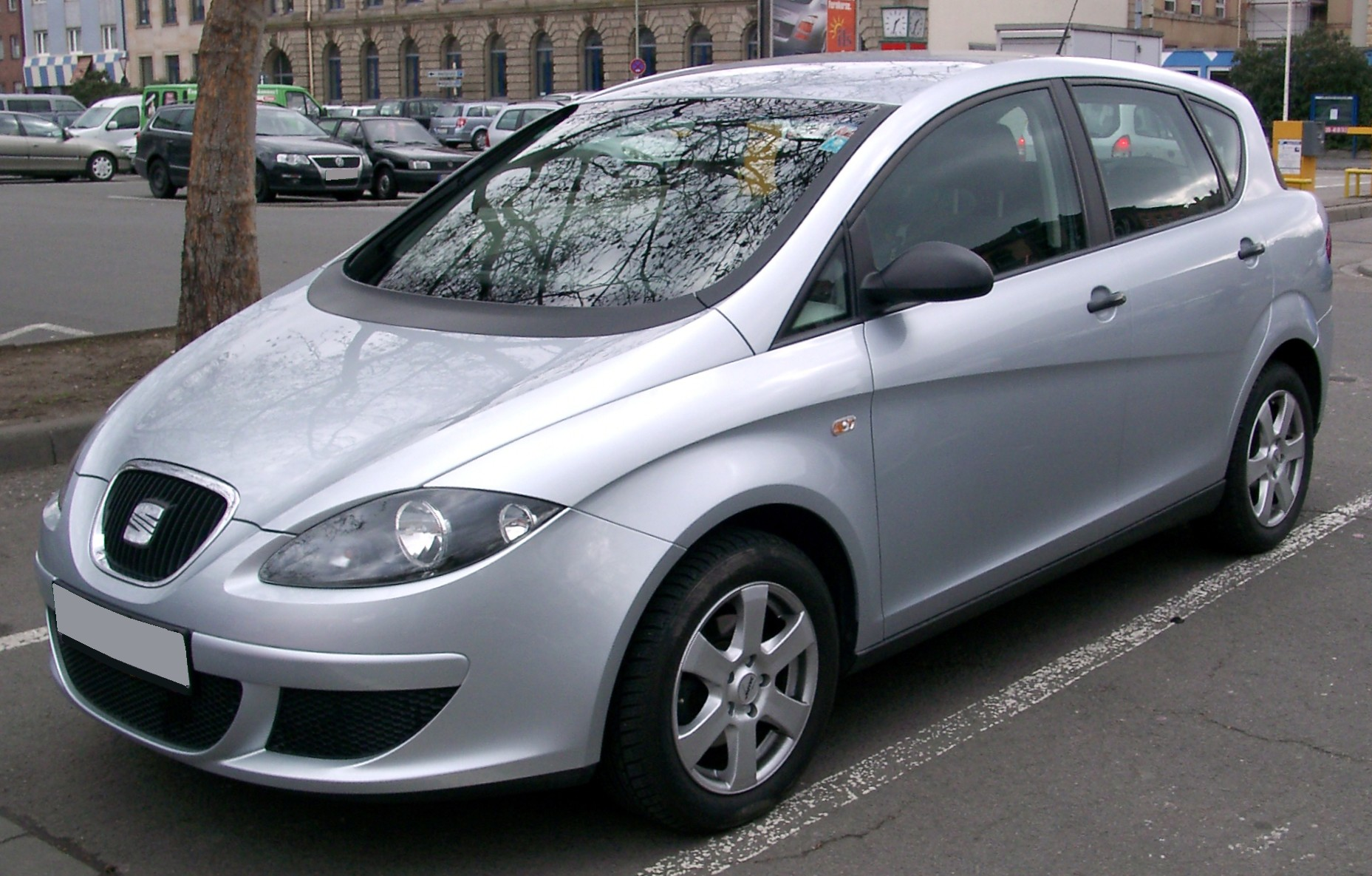
Seat Toledo III

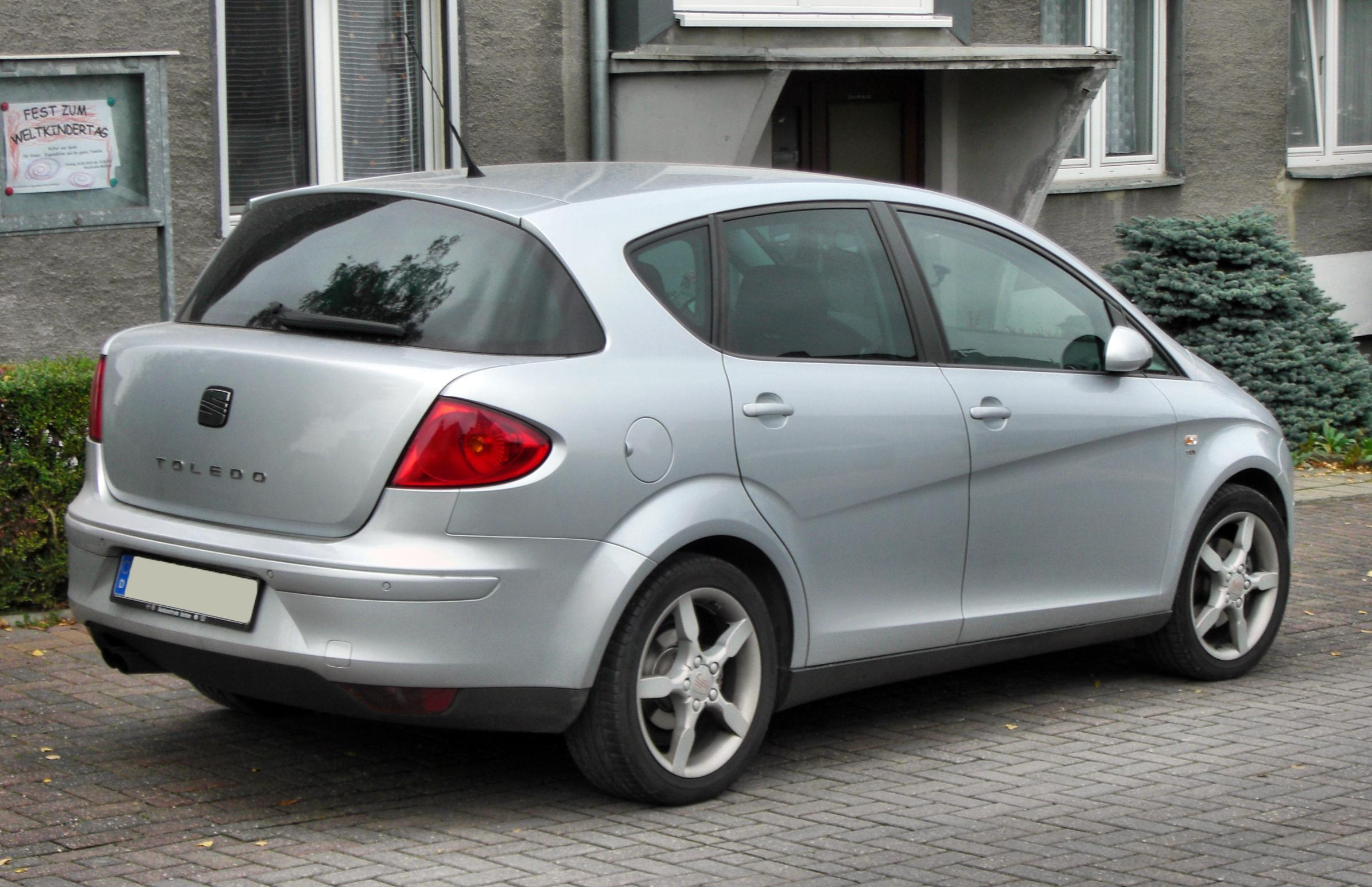
Seat Toledo III

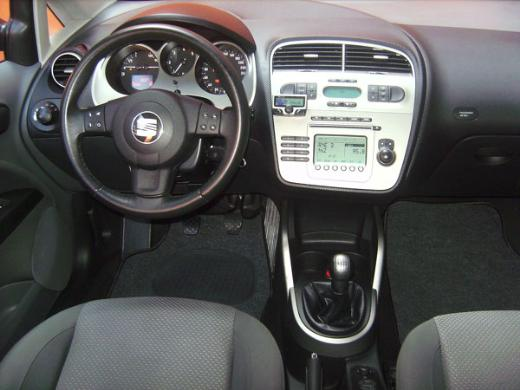
Салон

У квітні 2004 року представлено третє покоління Toledo. Дизайн автомобіля належить знаменитому Вальтеру де Сільві. Гамму силових двигунів уніфіковано з іншими моделями концерну Volkswagen.
Об'єм багажника становить 500 літрів, як і в попередника. Автомобіль отримав значно вищий кузов, його висота становить 1568 мм.
Технічно, Толедо III побудований на платформі VW PQ35 (разом з VW Golf і Skoda Octavia II).
В середині 2009 року Toledo зняли з виробництва.

### Двигуни
| Двигун      | Об'єм [см³] | Тип двигуна | Потужність [к.с./кВт] при об/хв | Крутний момент [Нм] при об/хв |            |            |            |            |            |
| Бензинові:  | Бензинові:  | Бензинові:  | Бензинові:                      | Бензинові:                    | Бензинові: | Бензинові: | Бензинові: | Бензинові: | Бензинові: |
| ----------- | ----------- | ----------- | ------------------------------- | ----------------------------- | ---------- | ---------- | ---------- | ---------- | ---------- |
| 1.4         | 1390        | І4 DOHC     | 86 (63)/5000                    | 132/3800                      |            |            |            |            |            |
| 1.6 8V      | 1595        | І4 SOHC     | 102 (75)/5600                   | 148/3800                      |            |            |            |            |            |
| 1.8 TSI     | 1798        | І4 DOHC     | 160 (118)/5000                  | 250/1500                      |            |            |            |            |            |
| 2.0 FSI     | 1984        | І4 DOHC     | 150 (110)/6000                  | 200/3250                      |            |            |            |            |            |
| 2.0 TFSI    | 1984        | І4 DOHC     | 200 (147)/5100                  | 280/1800                      |            |            |            |            |            |
| Дизельні:   |             |             |                                 |                               |            |            |            |            |            |
| 1.9 TDI     | 1896        | І4 SOHC     | 105 (77)/4000                   | 250/1900                      |            |            |            |            |            |
| 2.0 TDI     | 1968        | І4 DOHC     | 136 (100)/4000                  | 320/1750                      |            |            |            |            |            |
| 2.0 TDI     | 1968        | І4 DOHC     | 140 (103)/4000                  | 320/1750                      |            |            |            |            |            |
| 2.0 TDI DPF | 1968        | І4 SOHC     | 140 (103)/4000                  | 320/1750                      |            |            |            |            |            |
| 2.0 TDI DPF | 1968        | І4 DOHC     | 170 (125)/4200                  | 350/1750                      |            |            |            |            |            |

## Четверте покоління (TypKG; 2012—2019)

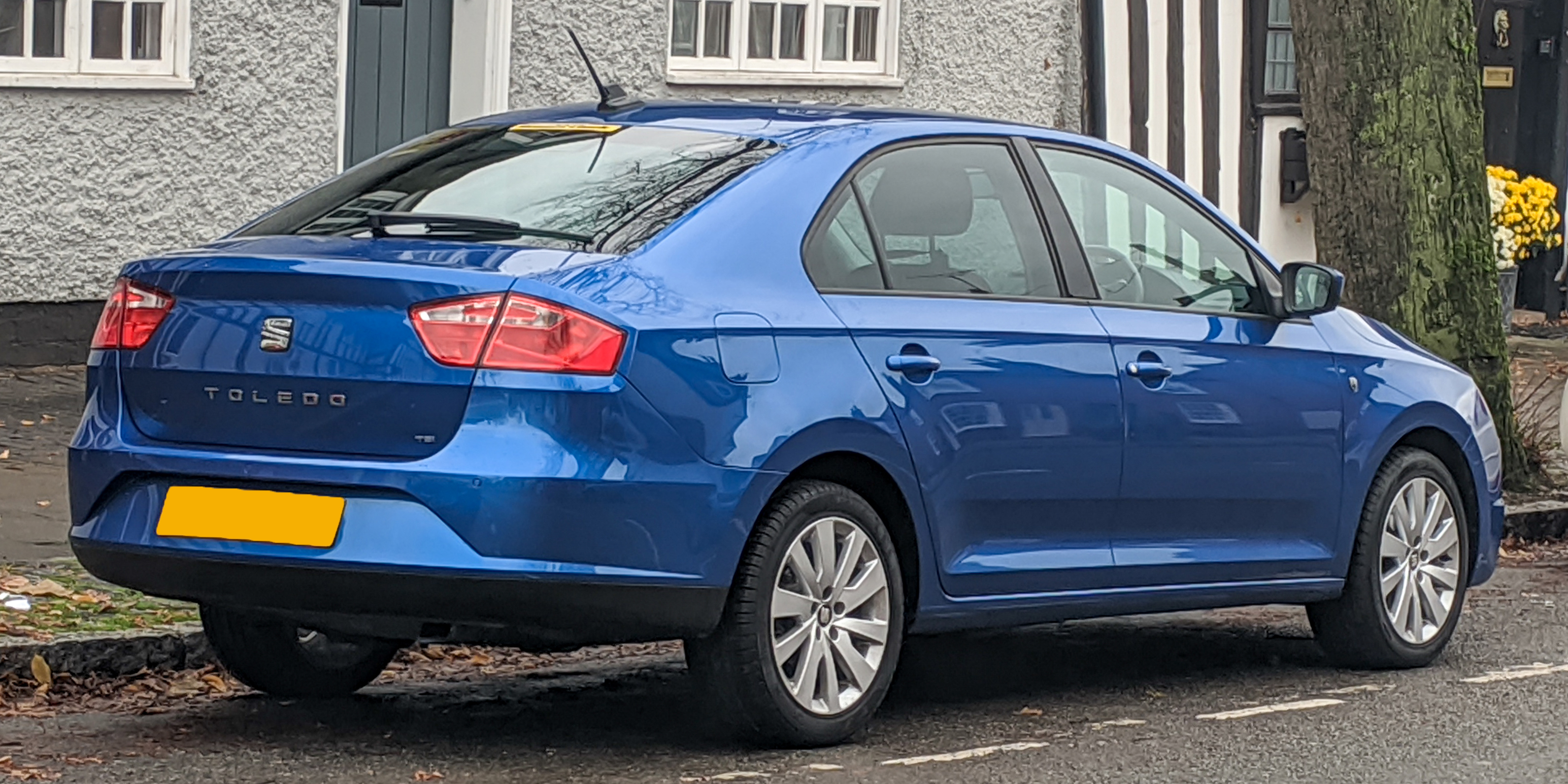
SEAT Toledo IV

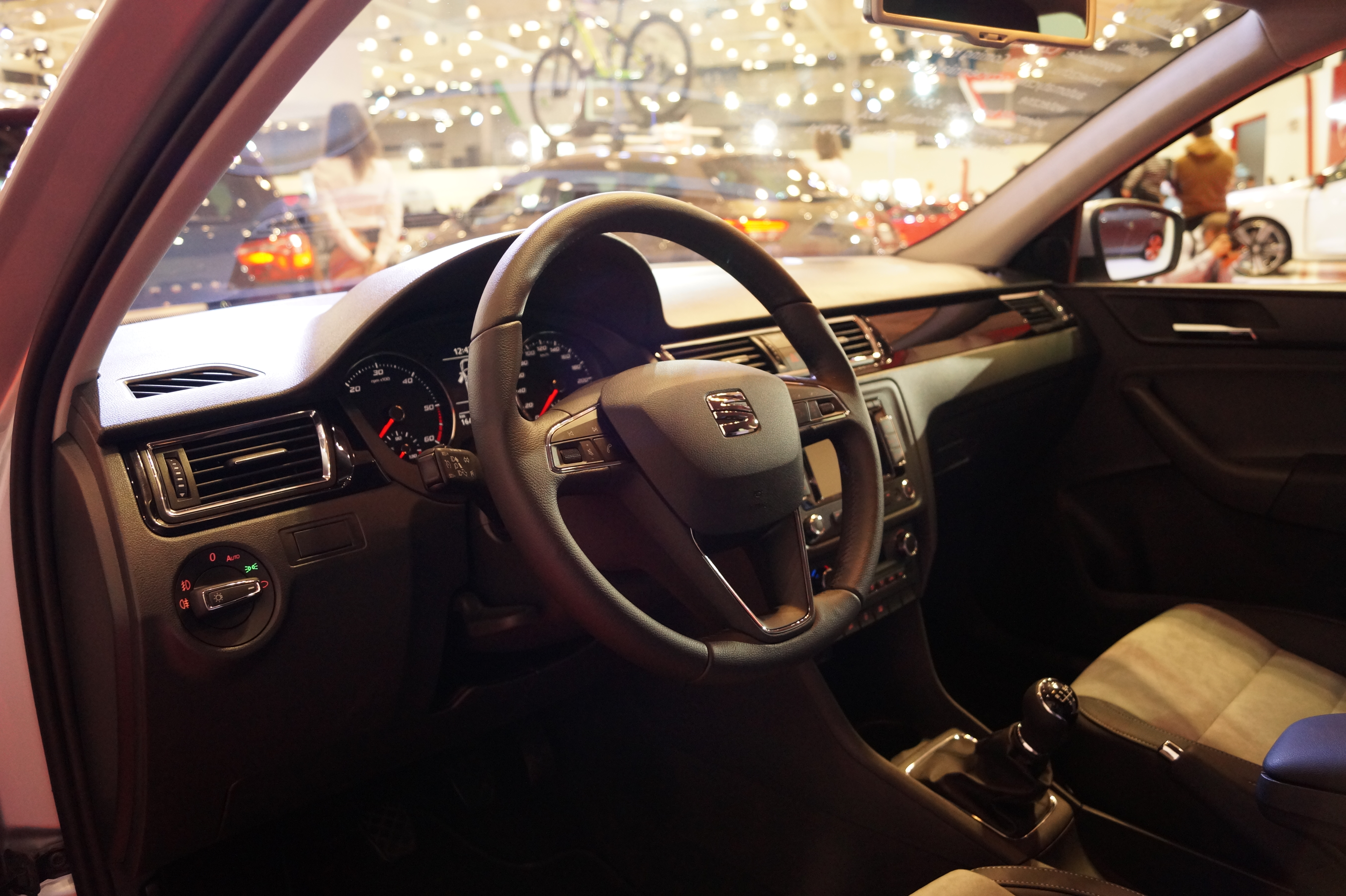
Салон SEAT Toledo IV

7 березня 2012 року на Женевському автосалоні іспанці представили практично серійний автомобіль SEAT Toledo четвертого покоління. Автомобіль залишився ліфтбеком. Пропорціями новий Toledo найбільше нагадував однокласника Škoda Octavia.
Довжина машини становить 4480 мм, колісна база — 2600 мм, ширина — 1693 мм, об'єм багажника — 517 літрів. Розрізна спинка задніх сидінь дозволяє збільшити цей об'єм в два з половиною рази.
У Toledo, за традицією, є модель-близнюк, на цей раз — зі Škoda Rapid (для європейського ринку). Іспанський автомобіль отримав аналогічну гамму моторів. В основі автомобіля лежить платформа AO-Plus, та що й в Volkswagen Polo sedan. Продажі моделі почалися наприкінці 2012 року.
Seat Toldeo доступний в трьох варіантах комплектацій — початкового рівня Е, середнього рівня S і високого рівня SE. 
У комплектацію Seat Toledo початкового рівня E входять: чорні дверні ручки, тоноване скло, два підстаканники, освітлення багажного відділення, регульовані по висоті передні і задні підголівники, електричні передні склопідйомники і бічні дзеркала, регульоване кермове колесо, 12-вольтна розетка, CD-плеєр, AUX-порт, 15-дюймові сталеві диски і покришки «Urban», подушки безпеки для водія і переднього пасажира, електронна система стабілізації, кріплення ISOFIX для дитячих крісел.
Комплектація Толедо середнього рівня S включає: кондиціонер, дверні ручки, пофарбовані в колір кузова, дверні стекла з підігрівом, задній склоочисник, хромоване оздоблення вентиляційного отвору, Bluetooth з голосовим управлінням, USB-порт, шість динаміків, бортовий комп'ютер, запасне колесо.
Комплектація високого рівня SE додатково включає: 16-дюймові литі диски, передні протитуманні фари з функцією кутового освітлення, систему клімат-контролю, регулювання висоти переднього пасажирського сидіння, охолоджуваний бардачок, передні і задні підлокітники, систему круїз-контролю, шкіряний чохол для кермового колеса і важеля перемикання передач, електричні склопідйомники задніх вікон.
В кінці 2014 року SEAT Toledo отримав рестайлінг, що додав світлодіодні фари, новий мультируль, оновлений дизайн інтер'єру та змінені задні ліхтарі.

### Двигуни
| Модель       | Об'єм см³ | Циліндри/ Клапани | Потужність кВт (к.с.) при об/хв | Крутний мемент Нм при об/хв | Трансмісія | Примітки            | Роки виробництва |
| Бензинові    | Бензинові | Бензинові         | Бензинові                       | Бензинові                   | Бензинові  | Бензинові           | Бензинові        |
| ------------ | --------- | ----------------- | ------------------------------- | --------------------------- | ---------- | ------------------- | ---------------- |
| 1.2 MPI      | 1198      | 3/12              | 55 (75) / 5400                  | 112 / 3750                  | 5-ст. МКПП |                     | з 2012           |
| 1.2 TSI      | 1197      | 4/8               | 63 (86) / 4800                  | 160 / 1500–3500             | 5-ст. МКПП |                     | з 2012           |
| 1.2 TSI      | 1197      | 4/8               | 77 (105) / 5000                 | 175 / 1550–4100             | 6-ст. МКПП |                     | з 2012           |
| 1.4 TSI      | 1390      | 4/16              | 90 (122) / 5000                 | 200 / 1500–4000             | 7-ст. DSG  |                     | з 2012           |
| Дизельні     |           |                   |                                 |                             |            |                     |                  |
| 1.6 TDI (CR) | 1598      | 4/16              | 66 (90) / 4200                  | 230 / 1500—2500             | 5-ст. МКПП | опційно з 7-ст. DSG | з 2013           |
| 1.6 TDI      | 1598      | 4/16              | 77 (105) / 4400                 | 250 / 1500—2500             | 5-ст. МКПП |                     | з 2012           |
| 1.           |           |                   |                                 |                             |            |                     |                  |

## Виробництво
| Модель      | 1998   | 1999    | 2000   | 2001   | 2002   | 2003   | 2004   | 2005   | 2006  | 2007  | 2008  | 2009 | 2010 |
| ----------- | ------ | ------- | ------ | ------ | ------ | ------ | ------ | ------ | ----- | ----- | ----- | ---- | ---- |
| SEAT Toledo | 42,325 | 105,818 | 59,480 | 47,645 | 39,503 | 36,026 | 38,962 | 20,600 | 8,613 | 4,744 | 5,484 | 571  | —    |